# Mike Kluge
Michael "Mike" Kluge, född den 25 september 1962 i Berlin, är en (väst)tysk tidigare tävlingscyklist som hade framgångar i cykelcross och mountainbike och som var professionell från vintersäsongen 1988/1989 (efter de olympiska spelen, som han inte blivit uttagen till). I cykelcross blev han som amatör dubbel världsmästare (1985 och 1987) och vann de västtyska mästerskapen fem år i rad (1984–1988) och som professionell blev han sedan världsmästare (1992) och vann ytterligare fem (väst)tyska mästerskap i rad (1989–1993) till vilka han lade ett sjätte 1996. Därtill tog han även ett VM-silver (1993). I mountainbike blev han tysk mästare i cross-country (XCO) 1993 och 1996 samt totalsegrare i världscupen (XCO) 1990. Han representerade även Tyskland i mountainbike vid Olympiska spelen 1996 i Atlanta, men bröt loppet. Kluge körde även lite landsvägslopp (deltog bland annat i Världsmästerskapen 1985 – 11:a i amatörernas linjelopp), men nådde inga anmärkningsvärda resultat. Han testade också lite bancykling och körde några sexdagarslopp (som Münchens sexdagars - 9:a 1989 med Sigmund Hermann som partner och 7:a 1990 med Remig Stumpf).
Kluge sysslade mycket med tekniska förbättringar och 1992 startade han företaget Focus som tillverkar cyklar – inledningsvis mountainbikes, men sortimentet breddades sedan till landsvägscyklar och elcyklar (fabrikatet har sedan övertagits av Derby Cycle, sedan 2021 Kalkhoff).
Kluge blev också tränare/manager för (och för en tid även partner med) Hanka Kupfernagel.

## Meriter – cykelcross

### Amatör
| 1983/1984 Tysk amatörmästare 1984/1985 Amatörvärldsmästare Tysk amatörmästare 1985/1986 Tysk amatörmästare | 1986/1987 Amatörvärldsmästare Tysk amatörmästare 1987/1988 Tysk amatörmästare |

### Professionell/elit
Världsmästerskapen och de tyska mästerskapen hölls i januari–mars, medan UCI World Cup och Superpresitige är vintersäsongslånga serier av olika deltävlingar.
| SäsongTävling       | 1988 1989 | 1989 1990 | 1990 1991 | 1991 1992 | 1992 1993 | 1993 1994 | 1994 1995 | 1995 1996 | 1996 1997 |
| ------------------- | --------- | --------- | --------- | --------- | --------- | --------- | --------- | --------- | --------- |
| Världsmästerskapen  | 28        | 18        | –         |           |           | 28        | –         | –         | –         |
| Tyska mästerskapen  |           |           |           |           |           | ?         | ?         |           | ?         |
| UCI World Cup       | X         | X         | X         | X         | X         | 29        | –         | 25        | –         |
| Superprestige       | –         | –         | –         | –         | 32        | 26        | –         | 30        | –         |
| UCI:s världsranking | X         | X         | X         | X         | 13        | 23        | 64        | 21        | 145       |

X = Ej införd     ? = Ej i top-3.

## Meriter – mountainbike
| 1990 Totalvinnare av UCI World Cup cross country (XCO) 1992 3:a i cross country (XCO) vid Tyska mästerskapen 1993 Tysk mästare i cross country (XCO) | 1994 3:a i cross country (XCO) vid Tyska mästerskapen 1996 Tysk mästare i cross country (XCO) 1997 2:a i cross country (XCO) vid Tyska mästerskapen |

## Meriter – landsväg
1990
Vinnare av etapp 1 i GP Tell